# Magdalenenberg (Magdeburg)

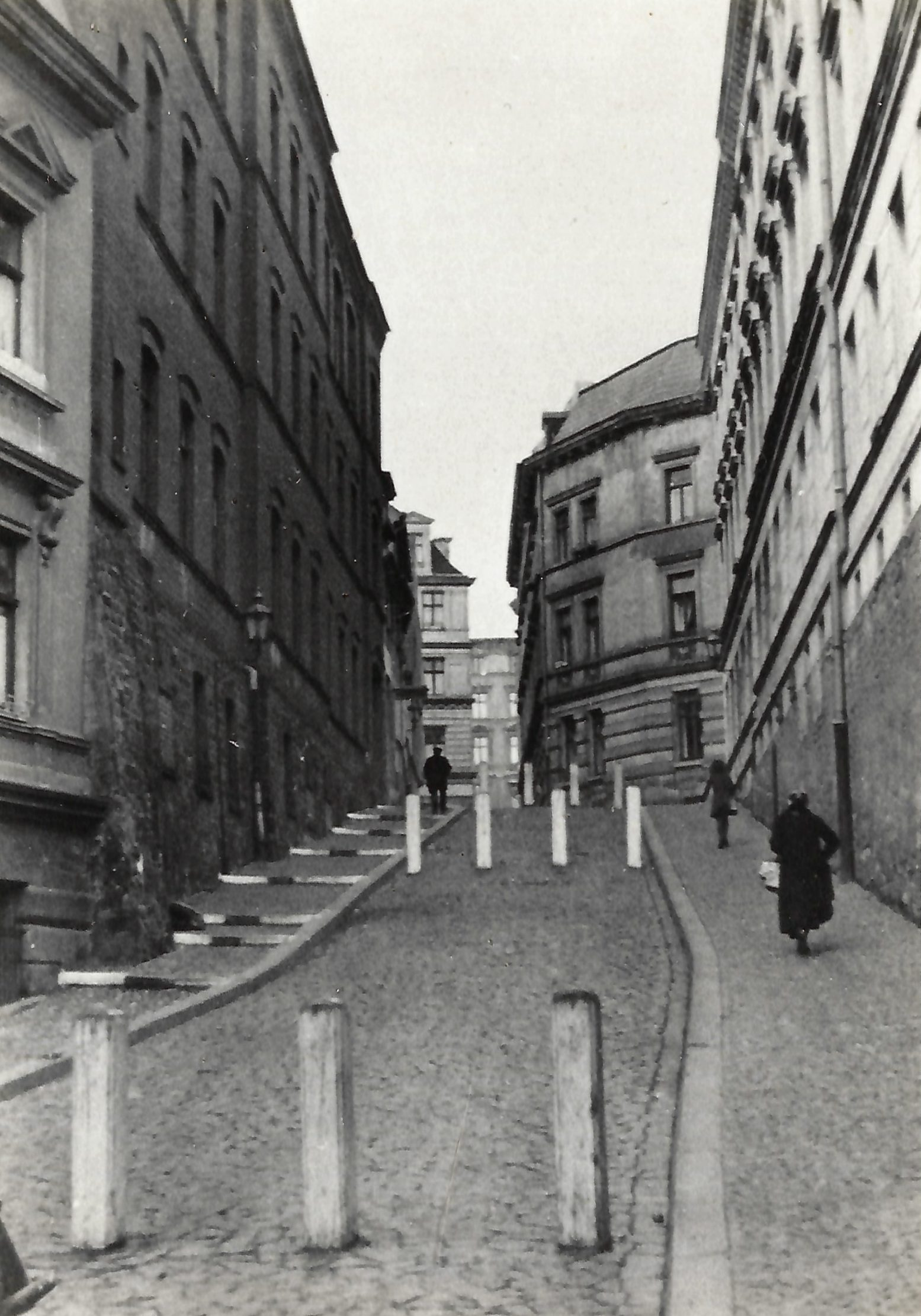
Magdalenenberg, Blick von Osten

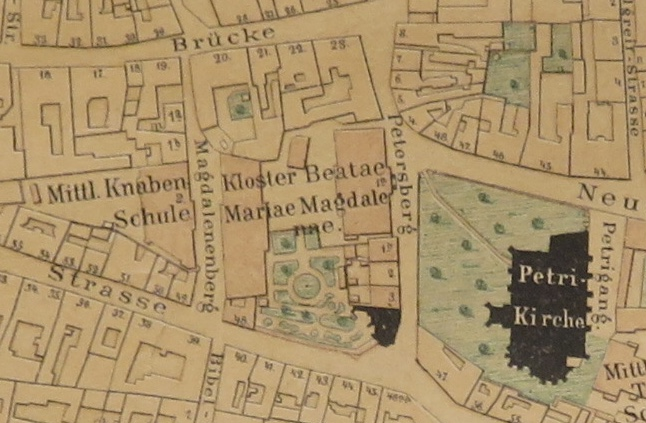
Ausschnitt aus einem Stadtplan von 1882 mit dem Magdalenenberg und den Hausnummern (nicht eingenordet, Norden ist rechts)

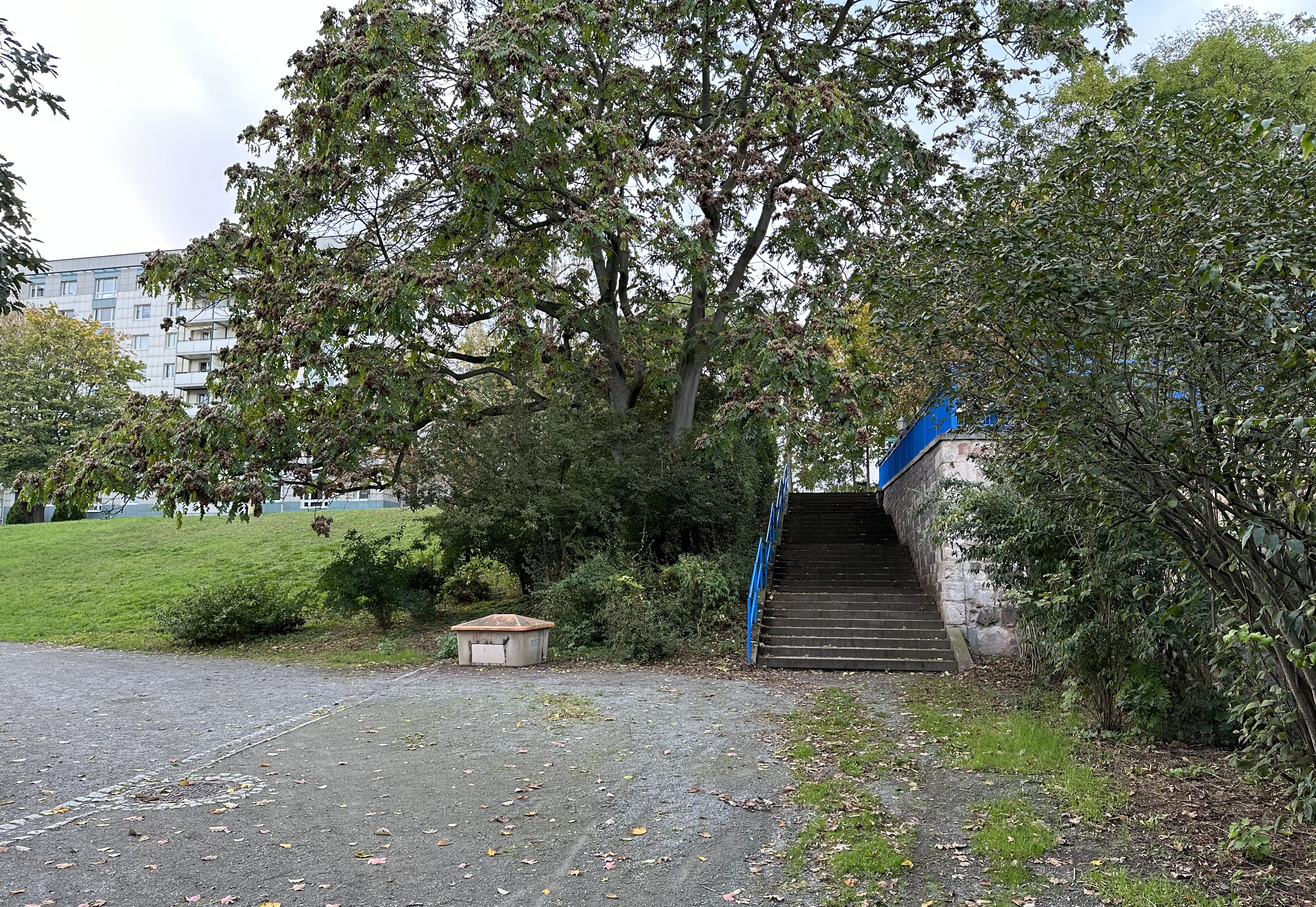
Magdalenenberg, Blick vom Knochenhauerufer nach Westen, 2023

Der Magdalenenberg war eine Straße in Magdeburg im heutigen Sachsen-Anhalt. Nach Zerstörungen im Zweiten Weltkrieg wurde die Straße aufgegeben. Sie besteht heute als unbenannte Wegebeziehung.

## Lage und Verlauf
Die Straße befand sich in der Magdeburger Altstadt. Sie begann im Osten am Knochenhauerufer und verlief bergauf nach Westen, bis sie auf die Stephansbrücke einmündete. Etwas weiter nördlich verlief parallel der Petersberg.
Die Hausnummerierung umfasste lediglich zwei Gebäude auf der Südseite und begann mit der Nummer 1, an die sich östlich die Nummer 2 anschloss. Die Eckbauten gehörten jeweils zu den angrenzenden Straßen.
Heute ist der Bereich des Magdalenenbergs in die Grünanlage entlang der Stephansbrücke und des Knochenhauerufers einbezogen. An gleicher Stelle verläuft eine Treppenanlage, die die beiden Wege miteinander verbindet. Unmittelbar nördlich beginnt die zum Petriförder über das Schleinufer führende Fußgängerbrücke.

## Geschichte
Bis in die Zeit um das Jahr 1720 war die steile Straße unbenannt. Da die Eckgebäude jeweils zu den angrenzenden Straßen gehörten, war eine gesonderte Benennung nicht zwingend. Die Nordseite nahm, abgesehen von den Eckhäusern, das Marien-Magdalenen-Kloster ein. Insofern wurde die Lage mit beim Marien-Magdalenen-Kloster angegeben. In der Zeit um 1720 wurde auf Initiative des Alten Dessauers im östlichen Teil der Klosteranlage ein großes Militärlazarett eingerichtet. Dies machte auch Umbauten an der Straße erforderlich. Der obere Zugang des Wegs an der Stephansbrücke wurde als so eng beschrieben, dass kaum ein Mensch durchgehen konnte. Es folgte eine Verbreiterung um drei Ruten. Die Straße hieß seit dem Lazarettberg. Später wurde das Lazarett an die Adresse Domplatz 6 verlegt und 1848 das alte Lazarettgebäude abgerissen. 1853 wurde dann als neuer Name Magdalenenberg bestimmt.
Während des Zweiten Weltkriegs wurde der Bereich stark zerstört. In der Zeit der DDR wurde die Straße nicht wieder aufgebaut, sondern der Bereich in die neu angelegte ausgedehnte Grünanlage einbezogen. Trotz Fortbestehen der Wegebeziehung erfolgte keine Benennung mehr. Im Jahr 2009 gab es eine Initiative der Ratsfraktion Bündnis 90/Die Grünen zur Wiederbenennung mehrerer historischer Wegebeziehungen, darunter auch des Magdalenenbergs. Eine Beratung in der Arbeitsgruppe Straßennamen und Hausnummern und darauf aufbauend auch eine Stellungnahme der Stadtverwaltung Magdeburg fiel jedoch negativ aus. Der Antrag wurde daraufhin zurückgenommen.

## Historische Häuser und Grundstücke des Magdalenenbergs
| Hausnummer | Name               | Bemerkungen | Gewerbliche Nutzung vor der Zerstörung | Bild |
| ---------- | ------------------ | --- | -------------------------------------- | ---- |
| 1a         | Zur goldenen Bibel | In den Jahren 1631 und 1651 wurde die Witwe von Kaspar Fleischer als Eigentümerin geführt. Ihr folgte ihr Schwiegersohn Nikolaus von Peine nach. Er baute auf dem wohl infolge der Zerstörung Magdeburgs im Jahr 1631 unbebauten Grundstück zwei Hütten. Bis 1662 errichtete er dann ein Haus. 1674 veräußerte er das Anwesen für 86 Taler an den Braumeister Christoph Knabe (auch Knobbe). In der Folgezeit wurde das Grundstück wohl wieder wüst. Zumindest wird eine 1683 genannte wüste Stätte Martin Kurts auf diese Fläche bezogen. Im Jahr 1702 veräußerte die Witwe des Schneiders Christian Wellenberg das Gebäude für 170 Taler an den Schneider Thomas Wäger. Ihm gehörte zugleich das hinten angrenzende Haus Stephansbrücke 17 und das Nachbargrundstück 1b. 1a und 1b waren seit dem vereinigt. Wäger blieb bis 1742 Eigentümer. |                                        |      |
| 1b         | Zur Arche Noä      | Der Name des Hauses hing wohl mit der Höhe des Grundstücks am Magdalenenberg zusammen, den man so mit dem Berg Ararat, an dem die Arche Noah strandete, verglich. Später trug das Haus Große Marktstraße 8 diesen Namen. In den Jahren 1631 und 1651 war Nikolaus Bandhauer Eigentümer. Im Jahr 1683 gehörte die Fläche unmündigen Kindern, die nicht namentlich genannt wurden. Zugleich wohnte der Karrenführer Mathias Heinemann hier. Für das Jahr 1693 ist belegt, dass der Innungsbote Christian Gast das Gebäude für 150 Taler an den Schneider Michael Otto veräußerte. In späterer Zeit ist angegeben, dass die eigentlich wüste Stelle an den Schneider Thomas Wäger veräußert wurde, dem auch das Grundstück 1a gehörte. Seit dem waren die beiden Grundstücke vereinigt. |                                        |      |
| 2          | Katzenbuckel       | An der Stelle des Grundstücks befand sich lange ein Kräutergarten des Marien-Magdalenenklosters. Die Fläche wurde als Katzenbuckel bezeichnet und lag am Katzensteg. 1689 verkaufte das Kloster den Garten an die Deutsch-reformierte- und die wallonische Gemeinde, die hier ihren Friedhof anlegten. Der Zugang zum Friedhof erfolgte zunächst von oben her über den Katzensteg. Auf Dauer erwies sich dies als zu eng, so dass der Zugang auf die Seite zum Magdalenenberg verlegt wurde. Im Jahr 1718 stürzte an der Ostseite des Friedhofs, die ottonische Stadtmauer ein. Sie verlief oberhalb hinter den Häusern des Knochenhauerufers in nordöstlicher Richtung. Das Erdreich brach durch diese Lücke nach unten, auch Särge stürzten so in die Höfe der Häuser des Knochenhauerufers. In der Zeit um 1830 wurden die innerstädtischen Friedhöfe der Kirchengemeinden aufgehoben, der Friedhof blieb ungenutzt, im Jahr 1859 entstand dort eine städtische Bürgerschule. Sie erhielt die Hausnummer 2. Bis dahin war seit 1807 das Lazarett auf der Nordseite der Straße als Nummer 2 geführt worden. |                                        |      |